# Kopieren (Kunst)
Unter Kopieren versteht man in der Kunst verschiedene Ausdrucksformen, Methoden und Leistungen, mit denen ein kreativer Akt wiederholt oder nachgeahmt wird. 

## Begriffsklärungen

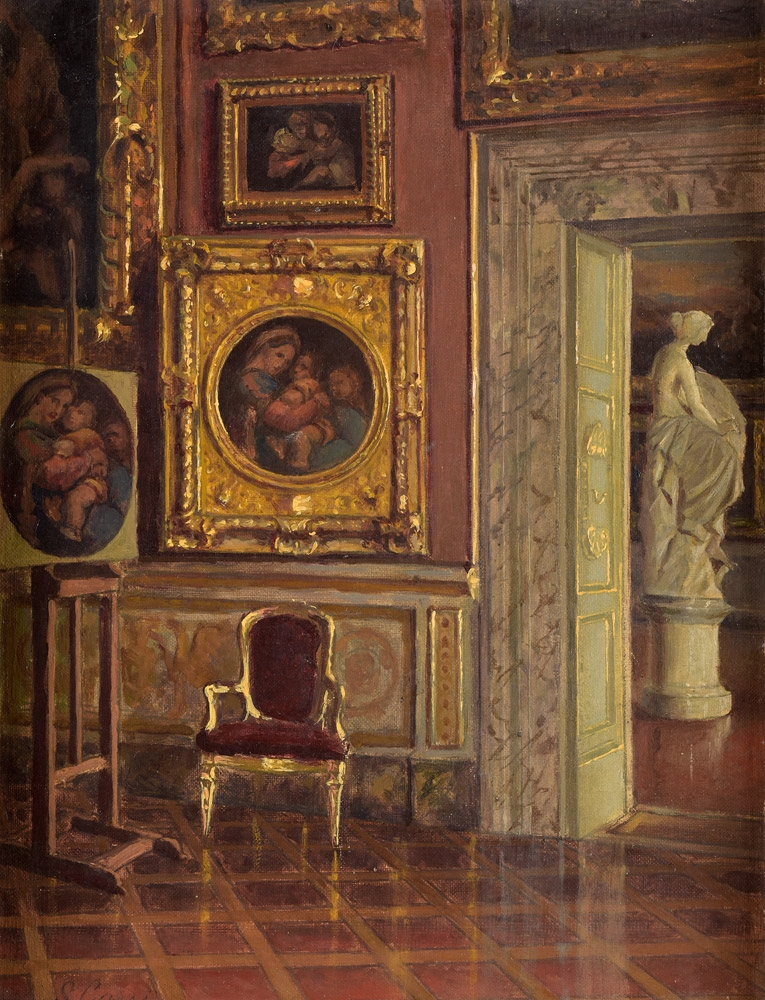
Staffelei mit Kopie von Raffaels Madonna della Seggiola vor dem Original im Palazzo Pitti in Florenz, Ende 19. Jh.

Zur genaueren Unterscheidung bezeichnet man:
- Replikat oder Replika allgemein als Wiederholung
- Reprise oder Replik als Wiederholung durch die Hand des Künstlers
- Kopie oder Nachbildung als Wiederholung eines Werks durch fremde Hand
- Fälschung als ein Replikat, ohne es als solches auszugeben und in betrügerischer Absicht
- Pastiche als ein Gemälde oder ein anderes Werk der Bildenden Kunst, das den Stil eines bekannten Meisters nachahmt
- Reproduktion als Wiederholung in originaler Technik, wenn die künstlerische Technik das vorsieht (Drucktechniken) oder übertragener Technik durch andere (Kunstdruck, musikalische Aufnahmen etc.)

In der Bildenden Kunst entstehen einmalige Kopien auch durch Wiederholung eines eigenen Werkes in einer anderen Technik durch eigene Hand, wenn z. B.
- ein Bildhauer eine gegossene Gipsplastik später in Stein eins zu eins nachmeißelt oder
- ein Grafiker aus dem Dia-Positiv einer Federzeichnung am Lichttisch eine Offsetvorlage ausarbeitet oder
- ein Maler mit Hilfe einer Dia-Projektion die Konturen der Vorlage als vergrößertes Gemälde nachzeichnet.

Für alle Bildenden Künstler (insbesondere auf dem allen gemeinsamen Gebiet der Zeichnung) sind Studienkopien nach berühmten Vorbildern bis heute ein wichtiger Bestandteil während der künstlerischen Ausbildung. So wurden zur Anschauung für die Bildhauerei seit der Renaissance Sammlungen antiker Skulpturen angelegt, während für Studenten der Malerei in manchen Museen auf Anfrage Ausnahmegenehmigungen zum Kopieren von Kunstwerken unmittelbar vor den Originalen erteilt werden.
Insbesondere ihre berühmten Hauptwerke wiederholten Künstler zumeist auf Wunsch von Auftraggebern. Eugen Bracht malte Hannibals Grab 18 Mal, Andy Warhol machte die Wiederholung gar zum System.

## Rechtliches
Wenn Nachbildungen öffentlich ausgestellt oder in den Verkehr gebracht werden, sind Urheberrechte zu beachten. Wenn dabei behauptet wird, dies sei der Original-Gegenstand, wird das als Fälschung in betrügerischer Absicht angesehen.
Unzulässig kann es auch sein, Nachbildungen mittelbar von Nachbildungen und nicht unmittelbar von Originalen anzufertigen.